# Геморрагический синдром
Геморрагический синдром, или склонность к кожной геморрагии и кровоточивости слизистых оболочек, возникает как следствие изменений в одном или нескольких звеньях гемостаза. Это может быть поражение сосудистой стенки, нарушение структуры, функции и количества тромбоцитов, нарушение коагуляционного гемостаза. При определении причин кровоточивости необходимо учитывать, что одни виды патологии часты, другие — редки, а третьи — крайне редки. Из наследственных нарушений гемостаза наиболее часто в терапевтической практике встречаются тромбоцитопатии, гемофилия A, болезнь Виллебранда, гемофилия В, из сосудистых форм — телеангиэктазия. Причиной приобретенных форм геморрагического синдрома наиболее часто становятся вторичная тромбоцитопения и тромбоцитопатии, ДВС-синдром, дефицит факторов протромбинового комплекса и геморрагический васкулит. Другие формы редки или очень редки. Следует учитывать, что в последние годы все чаще нарушения гемостаза и, как следствие, геморрагический синдром связаны с приемом лекарственных препаратов, нарушающих агрегацию тромбоцитов (антиагреганты) и свертываемость крови (антикоагулянты), а также психогенные формы — невротическая кровоточивость и синдром Мюнхгаузена.

## Клиническая характеристика
Различают 5 типов геморрагического синдрома.
- Гематомный. Наблюдается дефицит VIII,IX,XI факторов свёртывания крови. Типичен для гемофилии А и В, характеризуется возникновением болезненных напряженных кровоизлияний в мягкие ткани и суставы, постепенным развитием нарушений функции опорно-двигательного аппарата. Характерно позднее кровотечение после нескольких часов после травмы.
- Петехиально-пятнистый (синячковый). Наблюдается дефицит II,V,X факторов свёртывания крови. Возникает при тромбоцитопении, тромбоцитопатии, нарушении свертывающей системы (гипо- и дисфибриногенемия, наследственном дефиците факторов свертывания).
- Смешанный (микроциркуляторно-гематомный). Развивается при тяжелом дефиците факторов протромбинового комплекса и фактора XIII, болезни Виллебранда, ДВС-синдроме, передозировке антикоагулянтов и тромболитиков, появлении в крови иммунных ингибиторов факторов VIII и IX и характеризуется сочетанием петехиально-пятнистых кожных геморрагии с отдельными большими гематомами в забрюшинном пространстве, стенке кишечника. В отличие от гематомного типа, кровоизлияние в полость суставов возникает крайне редко. Синяки могут быть обширными и болезненными. А также дефицитом 7 фактора свёртывания крови.
- Васкулито-пурпурный тип. Наблюдается при инфекционных и иммунных васкулитах, легко трансформируется в ДВС-синдром и характеризуется геморрагией в виде сыпи или эритемы на воспалительной основе, возможным присоединением нефрита и кишечного кровотечения.
- Ангиоматозный тип. Развивается в зонах телеангиэктазий, ангиом, артериовенозных шунтов и характеризуется упорными локальными геморрагиями, связанными с зонами сосудистой патологии.

С определённой долей вероятности предположить патологию сосудисто-тромбоцитарного или коагуляционного звена гемостаза можно по особенностям геморрагических проявлений.
Признаки нарушения сосудисто-тромбоцитарного и коагуляционного гемостаза:
| Клинический признак               | Изменения коагуляционного гемостаза | Изменения сосудисто- тромбоцитарного гемостаза |
| --------------------------------- | ----------------------------------- | ---------------------------------------------- |
| Петехии                           | Редки                               | Характерны                                     |
| Расслаивающие гематомы            | Характерны                          | Редки                                          |
| Поверхностные экхимозы            | Чаще большие одиночные              | Обычно небольшие множественные                 |
| Гемартрозы                        | Характерны                          | Редки                                          |
| Запаздывающая кровоточивость      | Обычна                              | Редка                                          |
| Кровотечение из порезов и царапин | Минимальное                         | Длительное, часто интенсивное                  |
| Пол пациентов                     | 80-90 % у мужчин                    | Несколько чаще у женщин                        |
| Указание на семейный анамнез      | Часто                               | Крайне редко                                   |

Начальным этапом дифференциальной диагностики геморрагического синдрома всегда является подсчет тромбоцитов периферической крови и простейшие коагуляционные тесты.